# 名古屋高等工業学校
| 名古屋高等工業学校 （名高工） | 名古屋高等工業学校 （名高工） |
| ----------------------------- | ----------------------------- |
| 創立                          | 1905年                        |
| 所在地                        | 名古屋市                      |
| 初代校長                      | 土井助三郎                    |
| 廃止                          | 1951年                        |
| 後身校                        | 名古屋工業大学                |
| 同窓会                        | 名古屋工業会                  |

名古屋高等工業学校 （なごやこうとうこうぎょうがっこう） は、1905年 （明治38年） に設立された旧制専門学校 （実業専門学校）略称は 「名高工」。現在の名古屋工業大学の前身のひとつ。

## 概要
明治時代の工業近代化に伴い、東京・大阪・京都に次いで 4番目に設立された官立高等工業学校。創立時は本科（修業年限3年）に土木科・建築科・機織科・色染科の４科を設置した（後に機械科・電気科・航空工学科・第二部を増設）。第二次世界大戦中に科学技術教育強化のために名古屋工業専門学校 （略称：名工専） に昇格。戦後は学制改革を受け愛知県立工業専門学校 （愛工専） と合併し、新制名古屋工業大学となった。 
同窓会は「名古屋工業会」と称し、旧制（名工専・愛工専および附設校）・新制（名古屋工業大学）合同の会となっている。

## 沿革

### 「名古屋高等工業学校」時代
- 1901年10月： 愛知県議会、官立高等工業学校 （高工） 誘致のため 15万円の寄附を可決。
  - この頃、文部省は第16回帝国議会で第四高工設置費用約 41万円を要求し、協賛を得る。
- 1903年： 愛知郡御器所村 （現・名古屋市昭和区御器所町） を校地に選定、校舎着工。
- 1905年3月28日： 文部省直轄諸学校官制改正により名古屋高等工業学校設置 （勅令第96号）。
- 1905年6月8日： 名古屋高等工業学校規程・規則制定。
  - 本科 （修業年限3年） に土木科・機械科・建築科・機織科・色染科の 5科を設置。
  - 機械科は設備未整備のため、翌1906年4月に開設。
- 1905年9月1日： 第1回入学、授業開始。
- 1906年4月11日： 第2回入学。
  - この年から学年始期を 4月に変更 （正式には1915年度から）。
- 1907年5月18日： 校舎完工で開校式を挙行[1]。以後、5月18日を開校記念日とする。
- 1909年3月： 寄宿舎竣工。
  - 1911年12月、第1学年は全寮制となる。
- 1912年3月25日： 工業補習夜学部を附設。
  - 満15歳以上・尋常小学校卒以上の工業従事者対象。
  - 当初は機械製図・機械材料及工作法・木綿紡績・機織の各科を設置。
- 1912年10月： 第1回通俗工業講談会を開催。
  - 一般人向け公開講座。1921年までに 38回開催。
- 1913年4月16日： 本科 機織科を紡織科と改称 （文部省令第10号）。
- 1914年7月： 同窓会を設立 （1921年5月、「名古屋工業会」 と改称）。
- 1918年4月： 校歌制定。『東海の邦のほまれに』 （土井晩翠 作詞、青木児 作曲）
- 1920年11月： 専攻科設置運動勃発。専攻科設置は実現せず。
- 1921年6月： 附設の工業補習夜学部を工業高等補習夜学部と改称。
  - 2年制。入学資格を旧制中学校卒業程度に変更。1922年7月、高等夜学部と改称。
- 1923年5月： 第1回 対大阪高工定期野球戦開催。
  - 毎日新聞社後援。以後、年1回開催。
- 1924年8月： 附設高等夜学部、3年制に延長。
- 1929年4月： 本科に電気科を増設。
  - 同月、工業教員養成所 （3年制、土木・機械・建築・紡織・色染・電気の各科） を設置。
- 1932年3月： 生徒集会所 「三協会館」 竣工 （現・名古屋工業大学校友会館）。
- 1935年3月7日： 本館焼失。
- 1935年10月： 「名古屋高等工業学校学術報告」 創刊 （1942年第8号まで年刊）。
- 1937年8月： 工業技術員養成科 （電気科） を設置。
  - 修業年限6ヶ月。製作工科・試験工科・製図工科・無線工科の各科。
- 1939年4月： 本科に航空工学科を増設。機械技術員養成科 （2年制） を設置。
  - 同月、本科学科名称を変更： 土木工学科・機械工学科・建築学科・紡織学科・色染化学科・電気工学科・航空工学科。
- 1939年11月： 満州国交通部委託土木技術員養成所 （略称： 満土、1年制） を設置。
- 1940年4月： 学校新聞 「名高工時報」 創刊。
- 1940年11月： 工業科学研究所・工業科学振興会を設置。
- 1941年3月6日： 名古屋臨時教員養成所 （数学科） を設置。
- 1941年4月： 本科 色染化学科を工業化学科 （色染分科・合成分科・窯業分科） と改称。
- 1942年4月： 本科に第二部 （夜間部、4年制） を増設。
  - 土木・機械・建築・工業化学・電気の各科。
  - 附設高等夜学部は1943年12月廃止。
- 1943年4月： 校内に名古屋市繊維工業講習所 （1年制） を設置。

### 「名古屋工業専門学校」時代
- 1944年4月1日： 名古屋工業専門学校と改称。
  - 本科学科を改称： 土木科・機械科・建築科・紡織科・化学工業科・化学工業科窯業分科・電気科・航空機科。
- 1945年3月19日： 空襲で校舎の大半を焼失。第二部生徒2名死亡。
- 1945年4月： 本科に窯業科を増設 （化学工業科窯業分科が独立）。
- 1945年10月： 各科分散で授業再開。
- 1945年12月： 本科 航空機科を第二類機械科に改組。
- 1946年2月： 名古屋工業専門学校復興期成会発足。
  - 豊橋旧軍学校施設への移転に反対し、御器所での再建を主張。
- 1947年夏： 復興期成学生会、募金活動に従事 （約200万円集金）。
- 1947年9月： 本館基礎工事着工。
- 1948年2月： 本科第二部および名古屋臨時教員養成所を廃止。
- 1949年5月31日： 新制名古屋工業大学発足。
  - 旧制名古屋工業専門学校は、愛知県立工業専門学校と共に包括された。
  - 当初の設置学科： 土木工学科・建築学科・機械工学科・電気工学科・紡織学科・工業化学科・窯業工学科・金属工学科・工業教員養成課程。
- 1951年3月： 名古屋工業専門学校、廃止。

## 歴代校長

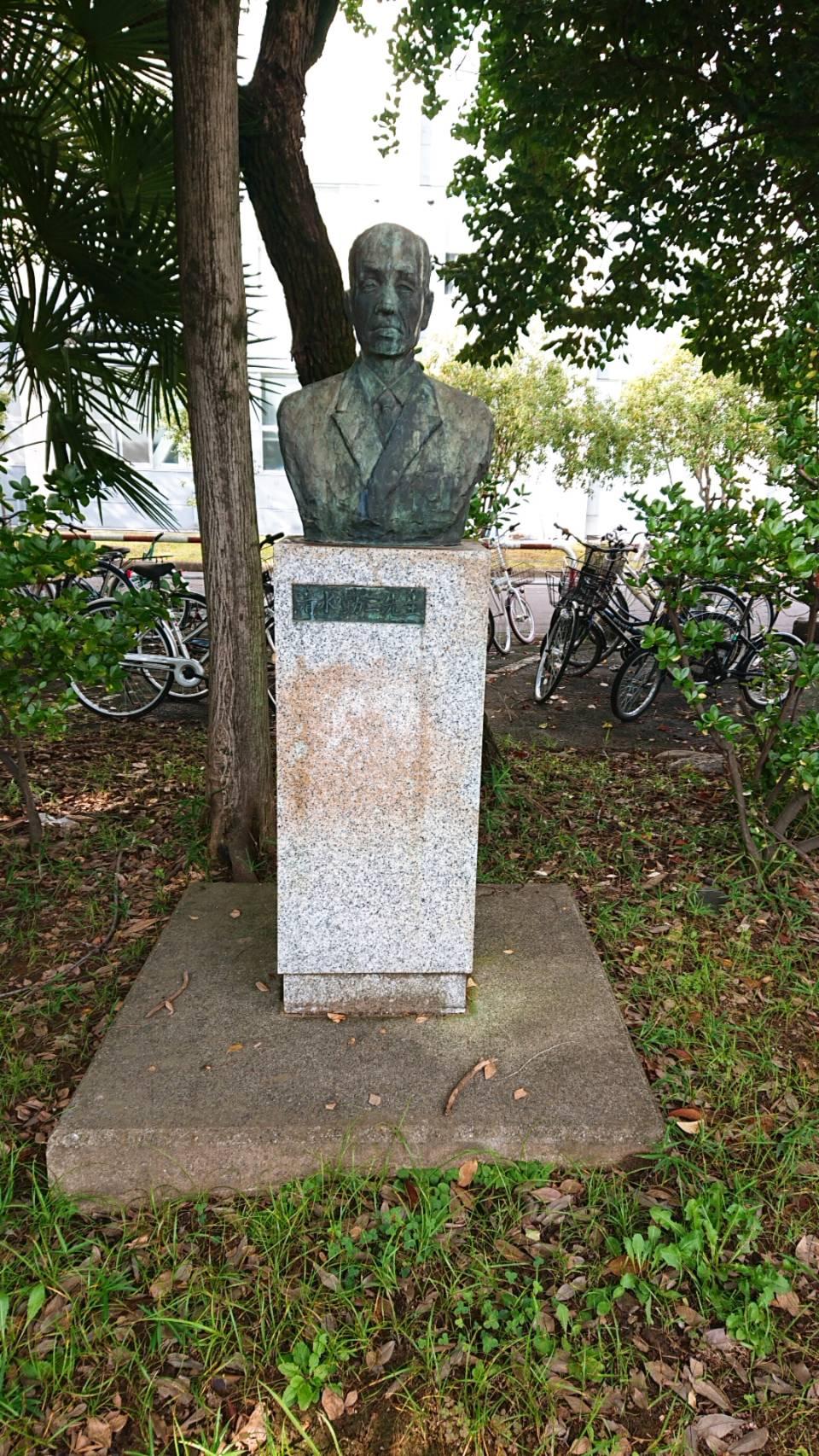
名古屋工業大学御器所キャンパス内にある第7代校長・清水勤二の胸像

- 初代： 土井助三郎 （1905年4月25日 - 1918年4月）
  - 元・石川県立工業学校校長。大阪高等工業学校校長に転じた
- 第2代： 武田五一 （1918年4月 - 1920年9月）
  - 前・京都高等工芸学校教授。京都帝国大学教授に転じた
- 第3代： 森彦三 （1920年9月 - 1933年9月）
- 第4代： 土屋純一 （1933年9月 - 1939年9月）
- 第5代： 平田徳太郎 （1939年9月 - 1945年11月19日[2]）
- 第6代： 結城朝恭 （1945年11月19日[2] - 1948年9月）
  - 長野工業専門学校校長に転じた
- 第7代： 清水勤二 （1948年9月 - 1951年3月）
  - 新制名古屋工業大学 初代学長

## 著名な出身者
- 浅野清（建築学者、日本建築学会大賞）
- 石川栄次郎（土木技術者、元中部電力副社長、元日本発送電理事）
- 韓雲階 (満洲国の政治家)
- 大西英一（土木技術者、元日本発送電総裁、元土木学会会長）
- 佐藤知雄（金属工学者、東北大学名誉教授、元名古屋工業大学学長、元日本金属学会会長、日本学士院賞）
- 宮野秋彦（建築学者、名古屋工業大学名誉教授、元日本熱物性研究会会長、元日本建築学会副会長）
- 山本卯太郎（橋梁技術者）
- 宇敷赳夫（台湾総督府の土木技術者）
- 李醺雨（朝鮮の建築家、元朝鮮総督府技手)
- 大原栄（元ダイハツ工業社長、同社初のトヨタ自動車出身社長）

## 校地
名古屋高等工業創立時から愛知県愛知郡御器所村字木市 （1921年から名古屋市、現・名古屋市昭和区御器所町） の校地を使用した。第二次世界大戦末期の空襲で校舎が壊滅し、戦後の授業再開時は、各学科が分散した （例として、土木科：熱田中学校、紡織科：化学工業科：名経専。電気科のみ御器所本校を使用）。1946年4月、名古屋城近くの旧陸軍輜重隊跡を第二校舎とし、土木・紡織・窯業・機械の各科が移転した。豊橋市から誘致を受け、豊橋第一陸軍予備士官学校歩兵隊兵舎跡への全校移転が予定されていたが、御器所校地に残った電気科を中心に反対運動が起こり、御器所での学校再建となった。御器所校地は新制名古屋工業大学に引き継がれ、現在に至っている。
附設工業教員養成所は、新制名古屋工業大学で工業教員養成課程として復活した。

## 関連書籍
- 『名古屋工業大学八十年史』　名古屋工業大学創立八十周年記念事業会、1987年3月。